# Jean-Paul Fouchécourt

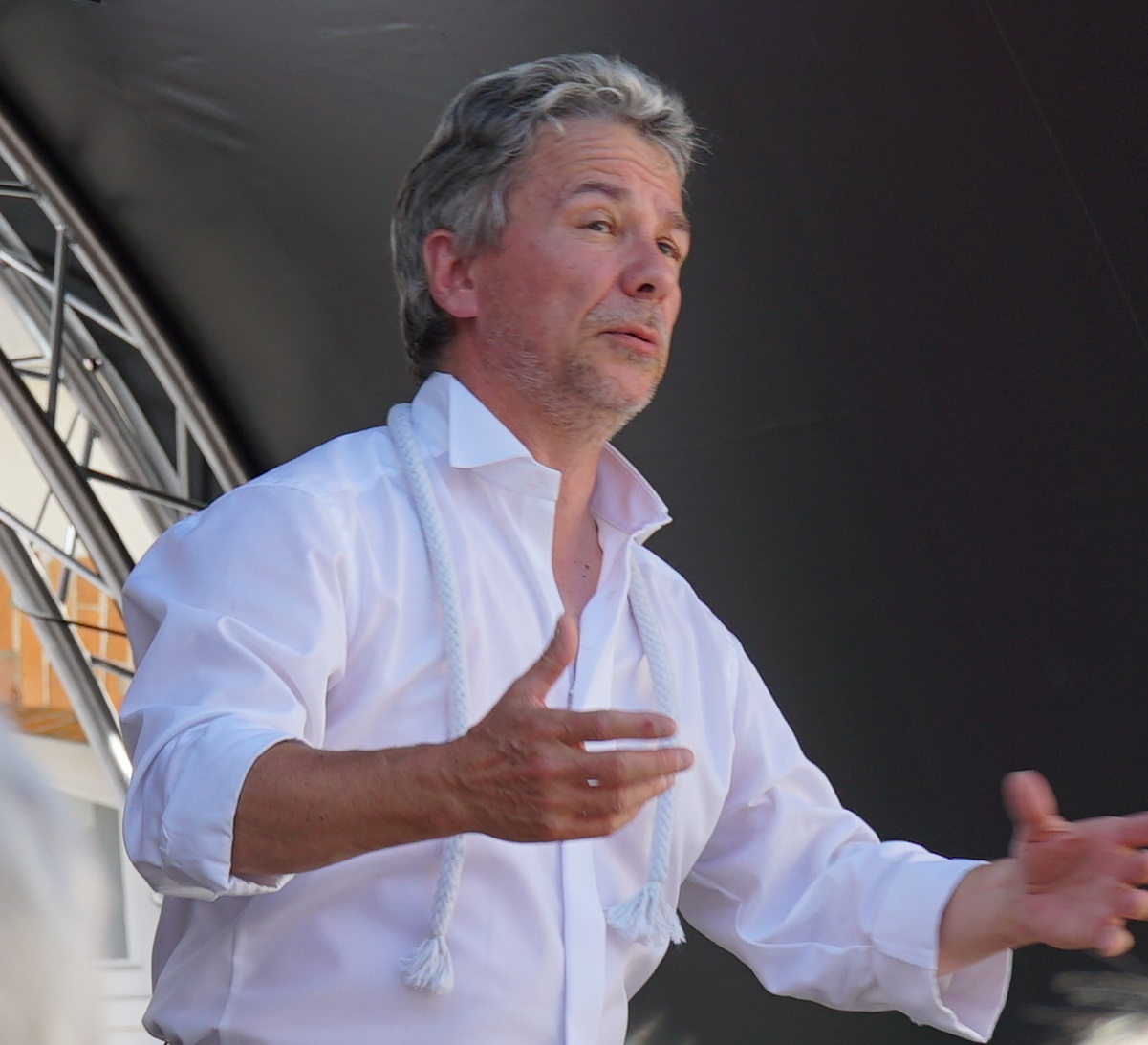
Jean-Paul Fouchécourt (2015)

Jean-Paul Fouchécourt (* 30. August 1958 in Blanzy im Département Saône-et-Loire) ist ein französischer Sänger der Stimmlage Tenor (Haute-Contre), der insbesondere für seine Interpretation französischer Barockmusik der Komponisten Rameau und Lully bekannt wurde, in den letzten Jahren allerdings sein Repertoire erweiterte, das nun auch Partien aus Werken von Hector Berlioz, Jacques Offenbach, Benjamin Britten, Maurice Ravel und Giuseppe Verdi umfasst.
Er sang unter Dirigenten wie William Christie, Charles Dutoit, James Levine Sir Simon Rattle, Marc Minkowski, René Jacobs, Seiji Ozawa, Myung-Whun Chung, Valery Gergiev, James Conlon und Nikolaus Harnoncourt.
Fouchécourt spielte als Darsteller in vielen TV-Produktionen mit.